# Магеровский, Дмитрий Александрович
Дмитрий Александрович Магеровский (4 января 1894, Екатеринослав — март 1939) — юрист и политик, профессор юридико-политического (правового) отделения Московского университета (1919), профессор кафедры публичного права на факультете общественных наук (1921—1925); левый социалист-революционер, затем — большевик; заместитель народного комиссара юстиции Украинской ССР с 1919 по 1920 год; заместитель директора Института советского права (1921—1923) и член комиссии законодательных предложений Совнаркома СССР (1924—1926). Неоднократно исключался из большевистской партии «как чуждый элемент», но восстанавливался. С мая по 31 декабря 1930 года являлся начальником управления кадров НКВД РСФСР. Расстрелян в марте 1939 года (ст. 58-8 и 58-11 УК РСФСР), реабилитирован в апреле 1958.

## Биография

### Ранние годы
Дмитрий Магеровский родился 4 января 1894 года в городе Екатеринослав (затем — Днепропетровск; сегодня — Днепр) в дворянской семье подполковника жандармерии; получил среднее образование в реальном училище в Харькове, после чего стал студентом юридического факультета Императорского Харьковского университета (позднее — ХГУ). После получения высшего образования Магеровский стал ассистентом в Харьковском университете; во время Первой мировой войны, с 1914 по 1917 год он являлся юристом-профессором в том же ВУЗе.
В 1912 году Магеровский вступил в Партию социалистов-революционеров (ПСР). 25 июня 1917 года по списку партии социалистов-революционеров был избран гласным Московской городской думы. В 1917 году он стал членом Партии левых социалистов-революционеров (ПЛСР), где в период с 1917 по 1918 год являлся членом центрального комитета. В период Октябрьской революции, в октябре-ноябре 1917 года, Дмитрий Магеровский состоял членом штаба Московского Военно-революционного комитета (ВРК); кроме того, с октября 1917 до июля 1918 он входил в президиум Моссовета.

### В советское время
В 1918 году, с 19 марта до июля, Магеровский являлся членом Всероссийской чрезвычайной комиссии по борьбе с контрреволюцией и саботажем (ВЧК). В июле 1918 года он был комиссаром штаба ПЛСРОР — принимал активное участие в восстании левых эсеров в Москве и был осужден за на три года исправительно-трудовых работ (был амнистирован решением ВЦИК).
В 1918—1919 годах Магеровский являлся членом коллегии отдела вузов Народного комиссариата просвещения РСФСР, после чего стал заместителем народного комиссара юстиции Украинской ССР (1919—1920); вступил в ВКП(б). В период с 1921 по 1923 год он был заместителем директора Института советского права — хотя в 1921 году он был исключен из партии «как сомнительный элемент» проверочной комиссией РКП(б), но решением ЦКК от того же года был восстановлен в партии.
В период с 1919 по 1927 год Дмитрий Магеровский являлся профессором 1-го МГУ: читал курсы «Государственное право», «Публичное право», «Государственное устройство», «Государственное право СССР» и «Основы Советской Конституции в связи с марксистским учением о государстве». Он был вновь исключен из партии в 1924 году — и вновь восстановлен. В том де году он стал членом комиссии законодательных предложений Совнаркома СССР — занимал данный пост до 1926 года. В 1925—1929 годах являлся председателем правления Российской ассоциации научно-исследовательских институтов общественных наук (РАНИОН). В третий раз был исключен из партии в 1928 году — и вновь восстановлен.
В 1929—1930 годах Магеровский состоял начальником АОУ НКВД РСФСР; до мая 1930 года являлся начальником организационно-распределительного управления НКВД. С мая по 31 декабря 1930 года был начальником управления кадров (УК) НКВД РСФСР. Решением ячейки РАНИОН от 17 января 1929 года был исключен из партии «как чуждый элемент», но решением МКК был восстановлен (с объявлением строгого выговора). С 1 января до 25 мая 1931 года Магеровский являлся начальником управления кадров Народный комиссариат финансов СССР; в тот же период он был начальником сектора подготовки и переподготовки кадров Наркомфина. В очередной раз был исключен из партии решением ЦКК от 13 мая 1931 года — «за недостойные поступки»; восстановлен в ВКП(б) решением ЦКК от 23 мая следующего года.
В 1936 году Магеровский был исключен из ВКП(б) «как классово чуждый элемент и за разложение в быту». До февраля 1938 года являлся профессором Института повышения квалификации театральных работников. Московского управления по делам искусств. Арестован в феврале 1938 года. Внесен в список Л. П. Берии – А. Я. Вышинского от 15.2.1939 г. по 1-й категории. 2 марта 1939 года был осужден ВКВС СССР по статье 58-й (пункты 8 и 11) и приговорён к высшей мере наказания (расстрелу). Приговор был приведён в исполнение в ночь на 3 марта  1939 года. Место захоронения — спецобъект НКВД «Коммунарка».  Реабилитирован посмертно решением ВКВС СССР от 12 апреля 1958 года.

## Работы
- «Революционное мировоззрение. Краткий набросок» (1918).
- «Союз Советских Социалистических Республик. Обзор и материалы» (1923).
- «Государственная власть и государственный аппарат» (1924).
- «Фашизм и фашистское государство» (1926).
- «Фашистское государство» (1928).